# Muhurazi
Muhurazi är ett vattendrag i Burundi.   Det ligger i provinsen Bujumbura Rural, i den västra delen av landet, 40 km söder om huvudstaden Bujumbura.
Omgivningarna runt Muhurazi är en mosaik av jordbruksmark och naturlig växtlighet. Runt Muhurazi är det tätbefolkat, med 276 invånare per kvadratkilometer.